# Tajemnice domu Anubisa
Tajemnice domu Anubisa (ang. House of Anubis) – brytyjski serial telewizyjny Nickelodeon, który swoją światową premierę miał 1 stycznia 2011 roku, natomiast w Polsce odbyła się 11 czerwca 2011 roku na kanale Nickelodeon Polska. Na oficjalnej stronie Nickelodeon został potwierdzony drugi sezon serialu. Produkcja ruszyła 21 lipca 2011 w Liverpoolu. W Polsce premiera drugiego sezonu na kanale Nickelodeon Polska odbyła się 29 maja 2012. 16 kwietnia 2012 r. w Nowym Jorku Nickelodeon potwierdził trzeci sezon serialu, którego produkcja ruszyła 16 lipca 2012 r. w Liverpoolu, a zakończyła się 22 stycznia 2013 roku. Premiera 3 sezonu odbyła się na kanale Nickelodeon Polska 6 maja 2013 roku. Serial został zakończony po trzecim sezonie godzinnym odcinkiem „Kamienny dotyk Ra”.

## Fabuła
Sto dwadzieścia lat temu pewne małżeństwo archeologów, państwo Frobisher-Smythe, wybudowało piękny dom, który później został nazwany Domem Anubisa. Wprowadzili się do niego razem z ich jedyną córką, Sarą. Oboje zginęli tragicznie w czasie zwiedzania grobowca Tutanchamona. Sara pozostała w domu rodziców pod opieką okrutnego i podstępnego opiekuna, Victora Rodenmaara Sr. Kiedy dorastała, odkryła w domu znaki prowadzące do ukrytego przez jej ojca skarbu. Nigdy jednak go nie odnalazła, aż w końcu wyprowadziła się z Domu Anubisa.
Obecnie w domu Anubisa mieści się tradycyjna brytyjska szkoła z internatem. Victor wciąż tu mieszka, bowiem jego ojciec opracował eliksir, który zatrzymuje starzenie się. Eliksir ten jednak nie jest w stanie zapewnić nieśmiertelności, dopóki nie zostanie wypity z Kielicha Ankh. To właśnie kielich był przedmiotem poszukiwań zarówno Sary, jak i Victora oraz jego poddanych pracujących w szkole w charakterze nauczycieli.

### Sezon 1
Amerykanka Nina Martin wprowadza się do Domu Anubisa. Po paru dniach dziewczyna spotyka Sarę (starszą panią z domu opieki, która wychowywała się kiedyś w Domu Anubisa). Sara oddaje Ninie swój wisior i prosi o odnalezienie skarbu, którym jak się później okazuje jest kielich Ankh. Zapewnia on nieśmiertelność, dlatego nie może się dostać w niepowołane ręce. W tym sezonie klub Sibuna (Nina, Fabian, Amber, Patricia i Alfie) muszą odnaleźć fragmenty kielicha Ankh i za wszelką cenę złożyć go przed nauczycielami.

### Sezon 2
Nina przez przypadek uwalnia z kielicha Ankh Egipską zjawę Senkharę. Ta każe jej odnaleźć maskę Anubisa albo ją i jej przyjaciół spotka najwyższa kara – śmierć. Nina kontaktuje się ze zmarłą Sarą przez domek dla lalek. Sara pomaga jej odnaleźć maskę. Przez cały drugi sezon Sibuna rozwiązuje śmiertelne zadania, by otrzymać maskę.

### Sezon 3
Nina nie przyjeżdża do Domu Anubisa, ponieważ dowiedziała się, że wybrana i Osirion muszą być rozdzieleni. Do Domu Anubisa przyjeżdża nowa nauczycielka – Caroline Denby. Planuje ona wybudzić Roberta Frobishera-Smythe’a i rozpętać wielkie zło. Do internatu przyjechały dwie nowe uczennice – Willow Jenks i KT Rush. KT przyjechała w jednym celu – spełnić obietnicę dla swojego dziadka.

## Przedmioty
- Kielich Ankh – główny przedmiot poszukiwań w sezonie 1. Tylko wybrany/wybrana, czyli osoba urodzona w siódmym miesiącu, siódmego dnia i o siódmej godzinie może go złożyć. Kielich należy poskładać z siedmiu części ukrytych w Domu Anubisa. Zgodnie z legendą, kapłanka Amneris ukradła kielich bogom i ukryła go w grobowcu Tutenchamona, a Anubis roztrzaskał kielich na siedem części.
- Maska Anubisa – główny przedmiot poszukiwań sezonu 2. Jeśli założy ją osoba z czystym sercem, maska zacznie płakać łzami złota i ta osoba wejdzie do egipskich zaświatów. Osoba z nieczystym sercem zostanie uśmiercona przez bogów, gdy założy maskę. Przybiera złoty kolor, kiedy włoży się do niej klejnot Frobishera.
- Domek dla lalek – kiedyś należał do Sary. Dzięki niemu komunikowała się z Niną po śmierci by pomóc jej odnaleźć maskę Anubisa. Domek jest kopią Domu Anubisa. Uległ zniszczeniu w trakcie ratowania Trudy.
- Oko Horusa – medalion, który Ninie przekazała Sarah. Odgrywa wielką rolę w sezonie 1, ale mniejszą w sezonie 2 i 3. Otwiera tajny pokój na strychu, przejście do piwnicy w kuchni, słownik arabski i ukrytą szafę. W 2 sezonie wyświetla napis informujący o fałszywej masce Anubisa.
- Łzy złota – brakujący składnik eliksiru życia. Mogą uleczyć osoby bardzo bliskie śmierci.
- Księga Izydy – księga zawierająca egipskie utwory literackie pisane hieroglifami.
- Lalka Sarah – lalka przydała się w drugim sezonie jako odblask. Sarah nagrała na niej wiersz, który miał pomóc w odnalezieniu Księgi Izydy.
- Klucz – KT dostała go od umierającego dziadka. Otwiera drzwi w mieszkaniu pani Denby oraz drzwi do krypty w tunelach.
- Kapsuła – To największy sekret pani Denby. Jest w nim ciało Roberta Frobishera-Smythe’a. Denby próbuje przywrócić do życia tego człowieka, by rozpętać wielkie zło.
- Kamień Frobisherów – Kamień został skradziony i ukryty w rycerskiej zbroi przez ojca Jeroma. Chłopak na prośbę ojca odnalazł kamień. Jednak tarcza Frobisherów znajdowała się w innej szkole, Jerome odzyskał tarczę dzięki zwycięstwie w turnieju ping-ponga. Bohater odłożył kamień na miejsce. Dzięki kamieniu odkryto kto jest Osirionem (Eddie).
- Bransoletka – przedmiot wymagany do odbycia ceremonii przebudzenia. Victor dostał ją razem z instrukcją ceremonii. Podczas urodzin Amber, bransoletka znalazła się w jej rękach.
- Amulety – miały one za zadanie chronić osoby chcące wejść do tuneli w których ukryta była maska Anubisa.

## Bohaterowie

### Główni
- Nina Martin (Nathalia Ramos) – główna bohaterka serialu. Posiada bardzo silną osobowość. Urodziła się 7 lipca o 7:00, co świadczy o tym, że jest potomkinią Amneris – Wybraną – osobą która jako jedyna jest w stanie złożyć Kielich Ankh oraz przejść do świata pozagrobowego. Na początku nie wszyscy darzą ją sympatią i zaufaniem, ze względu na to iż zjawiła się w Domu Anubisa w momencie tajemniczego zniknięcia Joy. Pasjonuje się historią starożytnego Egiptu. W 1 i 2 sezonie jest liderką klubu Sibuna. Jej najlepszą przyjaciółką jest Amber, a byłym chłopakiem Fabian. W 3 sezonie nie wraca do domu Anubisa, ponieważ Osirion (Eddie) i Wybrana muszą trzymać się z daleka.
- Fabian Rutter (Brad Kavanagh) – Jest inteligentnym, uczynnym i dobrze wychowanym chłopakiem. Na ogół ludzie twierdzą, iż jest kujonem. Pasjonuje się historią starożytnego Egiptu. Jako pierwszy zaprzyjaźnia się z Niną, podczas gdy inni nie darzą jej sympatią. Jego najlepszymi przyjaciółmi są Nina, Mick, Amber i Joy. Jest byłym chłopakiem Niny.
- Joy Mercer (Klariza Clayton) – W 1. sezonie została porwana przez Stowarzyszenie Ankh, gdyż była błędnie uważana za Wybraną. W 2. powróciła jako uczennica. Jest bardzo uparta i mściwa, ale potrafi być miła i przyjazna. Jest zakochana bez wzajemności w Fabianie i z tego powodu chce zemścić się na Ninie. Pod koniec 2. sezonu pomaga Sibunie w ukończeniu zadania.
- Amber Millington (Ana Mulvoy Ten) – Jest bardzo piękną, rozpieszczoną dziewczyną, pochodzącą z dobrego domu. Mimo iż w większości sytuacji jest lekko kojarzącą fakty blondynką, jest znacznie bystrzejsza niż się poniektórym wydaje. W 1 sezonie była dziewczyną Micka, o którego konkurowała z Marą. W 2 i 3 sezonie jest dziewczyną Alfiego. W połowie 3 sezonu wyjeżdża do szkoły mody.
- Patricia Williamson (Jade Ramsey) – Zadziorna i pyskata dziewczyna. Z reguły bezczelna i złośliwa, lecz później się zmienia. Na początku 1 sezonu nie znosi Niny, lecz z czasem się z nią zaprzyjaźnia. Jej zaufanie trudno zdobyć, za wszelką cenę chcę dopiąć swego. Jej najlepszą przyjaciółką jest Joy. Przyjaźni się także z Niną, Amber, Fabianem i Alfiem. W 2. sezonie zostaje dziewczyną Eddiego.
- Mick Campbell (Bobby Lockwood) – Jest popularnym, wysportowanym chłopakiem. Nie radzi sobie najlepiej z nauką, jednak to nie jest jego największe zmartwienie. Przyjaźnił się z Fabianem. Chodził z Amber, ale zerwał z nią, gdyż dziewczyna nie miała dla niego czasu. Potem spotykał się z Marą. W 2. sezonie wyjechał do Australii, gdyż jego ojciec zapewnił mu tam stypendium.
- Mara Jaffray (Tasie Dhanraj) – Pochodzi z bardzo bogatej i sławnej rodziny sportowców. Jest bardzo mądra i inteligentna. W pierwszym sezonie spotyka się z Mickiem. W sezonie drugim zakochała się w Jeromie. Martwi się, kiedy Jerome znika, gdyż w tym samym momencie zamierzała wyznać mu swoje uczucia. Pod koniec serii stają się parą. W 3 sezonie rozstają się.
- Alfred „Alfie” Lewis (Alex Sawyer) – Lubi się bawić i wygłupiać. Z charakteru nieco infantylny i niepoważny. Jest nieszczęśliwie zakochany w Amber, która w 1. sezonie go nie dostrzega. W 2 sezonie zaczynają tworzyć parę. Najlepszy przyjaciel Jerome’a. Jest zauroczony siostrą Patricii, Piper. W 3 sezonie zakochuje się w Willow.
- Jerome Clarke (Eugene Simon) – Jest samolubnym i egocentrycznym chłopakiem. Lubi kłamać i manipulować ludźmi. Pod koniec 1. sezonu zakochuje się w Marze, a z czasem jego uczucia względem niej wzrastają. Pomaga jej w zemście na Micku, lecz robi to tylko dlatego, że ją kocha i wierzy, że dziewczyna odwzajemni jego uczucia. Ostatecznie wyznaje Marze, co do niej czuje w finale sezonu 2.
- Eddie Miller (Edison Sweet) (Burkely Duffield) – Przybył niedługo po odejściu Micka. Jest synem dyrektora Sweeta, ale z początku zachowuje to w tajemnicy. Eddie jest Osirionem – jedyną osobą, która może ochronić wybraną. Jego przyjaciółmi są Fabian, Nina, Jerome, Mara oraz Patricia. Pod koniec sezonu drugiego dołącza do Sibuny, a w trzecim zostaje jej liderem.
- Kara Tatianna „KT” Rush (Alexandra Shipp) (sezon 3) – Nowa uczennica w domu Anubisa. Od początku zaprzyjaźnia się z Eddiem i to dzięki temu wspólnie odkrywają prawdę o nowej nauczycielce, pani Denby.
- Willow Jenks (Louisa Connolly-Burnham) (sezon 3) – Kolejna nowa uczennica. Na początku nie mieszkała w domu Anubisa, lecz z małą pomocą Joy zamieszkała tam. Ma bzika na punkcie Amber.
- Victor Rodenmaar Jr. (Francis Magee) – pan domu. Nie lubi nikogo, prócz swojego wypchanego kruka Korbiera. W 2. sezonie współpracuje z Verą, a z czasem zakochuje się w niej. Jest członkiem tajemniczego stowarzyszenia. Ma 97 lat, aczkolwiek wygląda na czterdziestolatka, gdyż pije eliksir życia, który będzie główną przyczyną jego wyścigu po maskę Anubisa.

### Drugoplanowi
- Trudis „Trudy” Rehman (Mina Anwar) – gospodyni Domu Anubisa, w 2 sezonie odeszła; staje się zastępcą kuratora wystawy. W sezonie 3. powraca do domu Anubisa jako opiekunka.
- Eric Sweet (Paul Anthony-Barber) – dyrektor szkoły, ojciec Eddiego. Jest mocno uzależniony od Victora. Wspiera Jerome’a w odzyskaniu tarczy Frobisherów. Jest członkiem tajemniczego stowarzyszenia.
- Sarah Frobisher-Smythe (Rita Davies) – córka założycieli Domu Anubisa, mieszkała w domu opieki pod fałszywym imieniem i nazwiskiem Emily Grand. Zmarła w 1. sezonie.
- Jason Winkler (Jack Donnelly) – nauczyciel sztuki teatralnej. Początkowo pomaga Patricii, jednak zostaje wciągnięty do stowarzyszenia Victora. Najprawdopodobniej umarł między sezonami.
- Daphne Andrews (Julia Deakin) – nauczycielka języka francuskiego, w 1. sezonie była członkiem stowarzyszenia Victora. W 2. sezonie rezygnuje z pracy na rzecz Mary.
- Evelyn Martin (Gwyneth Powell) – babcia Niny. W drugim sezonie przyjeżdża tymczasowo do domu Anubisa.
- Robbie (James Gandhi) – wróg Eddiego. W 3. sezonie zakochuje się w Patricii, lecz ona nie odwzajemnia jego uczuć.
- Poppy Clarke (Frances Encell) (sezon 2) – jest młodszą siostrą Jerome’a. Mara pomaga jej odkryć tajemnicę dotyczącą jej ojca.
- Senkhara (Sophiya Haque) (sezon 2) – zjawa, egipska bogini. Została przypadkowo uwolniona z kielicha Ankh przez Ninę. Pojawia się w snach i dotykiem rzuca klątwę Anubisa. Uśmiercona przez maskę Anubisa.
- Vera Devenish (Poppy Miller) (sezon 2) – zatrudnia się podstępem jako gospodyni, po odejściu Trudy, lecz tak naprawdę współpracuje z Rufusem Zeno.
- Piper Williamson (Nikita Ramsey) (sezon 2) – siostra bliźniaczka Patricii. Są takie same z wyglądu, ale mają różne charaktery.
- Rufus Zeno / Rene Zeldman (Roger Barclay) – czarny charakter. Jako mały chłopiec był przyjacielem Victora Rodenmaara Jr. i Sary Frobisher-Smythe. Został Osirionem przed Eddiem. W 1. sezonie rywalizuje z Victorem, swoim dawnym przyjacielem, o zdobycie kielicha Ankh. W 2 sezonie podaje się za anonimowego „Zbieracza”. Jego głównym celem było posiadanie Maski Anubisa i uzyskanie Życia Pozagrobowego.
- Caroline Denby (Susy Kane) (sezon 3) – nowa nauczycielka. Podaje się za swoją siostrę, Harriet. W dzieciństwie została adoptowana przez rodziców Harriet. Nie ma dobrych intencji.
- Harriet Denby (Bryony Affersoon) (sezon 3) – przyrodnia siostra Caroline. Jest prawdziwą strażniczką. Caroline zamknęła ją w szpitalu psychiatrycznym aby ukraść jej tożsamość. W pewnej chwili znika i zostawia list Eddiemu.
- Robert Frobisher-Smythe (John Sackville) (sezon 3) – ojciec Sary, pradziadek KT i założyciel domu Anubisa. W 1922 roku, podczas próby odkrycia grobowca Tutanchamona wraz z pradziadkami Alfiego i Jerome’a oraz prababciami Patricii i Joy padł ofiarą klątwy Anubisa. Jego towarzysze obiecali sobie, że gdy nadejdzie odpowiednia pora przywrócą do życia Frobishera (sezon 3).

### Obsada pierwszoplanowa
| Bohater             | Aktor/Aktorka           | Obecny w odcinkach | Sezony |
| ------------------- | ----------------------- | ------------------ | ------ |
| Nina Martin         | Nathalia Ramos          | 1-150              | 1-2    |
| Fabian Rutter       | Brad Kavanagh           | 1-191              | 1-3    |
| Patricia Williamson | Jade Ramsey             | 1-191              | 1-3    |
| Amber Millington    | Ana Mulvoy Ten          | 1-160              | 1-2    |
| Jerome Clarke       | Eugene Simon            | 1-191              | 1-3    |
| Alfie Lewis         | Alex Sawyer             | 1-191              | 1-3    |
| Mara Jaffray        | Tasie Lawrence          | 1–191              | 1-3    |
| Mick Campbell       | Bobby Lockwood          | 1-72, 142-150      | 1-2    |
| Joy Mercer          | Klariza Clayton         | 1-191              | 1-3    |
| Eddie Miller        | Burkely Duffield        | 75-191             | 2-3    |
| KT Rush             | Alexandra Shipp         | 151-191            | 3      |
| Willow Jenks        | Louisa Connolly-Burnham | 151-191            | 3      |

### Obsada drugoplanowa
| Bohater                 | Aktor/Aktorka       | Obecny w odcinkach | Sezony |
| ----------------------- | ------------------- | ------------------ | ------ |
| Victor Rodenmaar Jr.    | Francis Magee       | 1-191              | 1-3    |
| Trudy Rehmann           | Mina Anwar          | 1-191              | 1-3    |
| Daphne Andrews          | Julia Deakin        | 1-108              | 1-2    |
| Eric Sweet              | Paul Anthony-Barber | 1-191              | 1-3    |
| Rufus Zeno              | Roger Barclay       | 13-60, 129-150     | 1-2    |
| Sarah Frobisher-Smythe  | Rita Davies         | 3-60               | 1      |
| Jason Winkler           | Jack Donnelly       | 5-60               | 1      |
| Evelyn Martin           | Gwyneth Powell      | 63-150             | 2      |
| Senkhara                | Sophiya Haque       | 63-150             | 2      |
| Poppy Clarke            | Frances Encell      | 61-150             | 2      |
| Vera Devenish           | Poppy Miller        | 73-149             | 2      |
| Jasper Choudhary        | Sartaj Garewal      | 67-150             | 2      |
| Zoe Valentine           | Sarah Paul          | 110-150            | 2      |
| Piper Williamson        | Nikita Ramsey       | 115-123, 186       | 2-3    |
| Victor Rodenmaar Sr.    | Francis Magee       | 140-145            | 2      |
| Caroline Denby          | Susy Kane           | 151-190            | 3      |
| Harriet Denby           | Bryony Afferson     | 162-190            | 3      |
| Robert Frobisher-Smythe | John Sackville      | 151-90             | 3      |
| Ben Reed                | Freddie Boath       | 177-180            | 3      |
| Ammit                   | Felicity Gilbert    | 189-190            | 3      |
| Sophia Danae            | Claudia Jessie      | 191                | 3      |
| Dexter Lloyd            | Jake Davis          | 191                | 3      |
| Erin Blakewood          | Kae Alexander       | 191                | 3      |
| Cassie Tate             | Roxy Fitzgerald     | 191                | 3      |

## Pomieszczenia
- Tunele – Są pod domem, jest w nich ukryta maska Anubisa, kryją 7 śmiertelnych zadań.
- Strych – Sibuna odbywa tu potajemne zebrania. Victor znalazł tu lalkę Sarah. W 2 sezonie jest to pokój Very.
- Gabinet Roberta – Należał do Roberta Frobishera-Smythe’a. Jest w nim ukryta księga Izydy oraz przejście do tuneli.
- Piwnica – Jest w niej przejście do tajnego gabinetu Roberta Frobishera-Smythe’a. Victor robi tu próby eliksiru życia.
- Gabinet Victora – Jest na piętrze. Victor prawie z niego nie wychodzi.
- Stróżówka – Tam mieszka panna Denby, oraz Robert Frobisher-Smythe.
- Krypta – Znajduje się tam grobowiec Frobishera.
- Biblioteka Frobishera – Miejsce, w którym odbywa się wystawa egipska i znajduje się tam również skrót do podziemnych tuneli.

## Miejsca kręcenia zdjęć
Serial kręcony był w kompleksie Allerton Priory w Liverpoolu, na terenie którego znajdował się Dom Anubisa oraz szkoła. Stróżówka znana z 3 sezonu jest w rzeczywistości stróżówką zamku Peckforton Castle w Chesterze.

## Wersja polska
W polskiej wersji występują:
- Laura Samojłowicz – Nina Martin
- Wojciech Rotowski – Fabian Rutter
- Agnieszka Głowacka – Patricia Williamson
- Zofia Zborowska – Amber Millington
- Piotr Deszkiewicz – Mick Campbell
- Kamila Boruta – Mara Jaffray
- Michał Podsiadło – Jerome Clarke
- Józef Pawłowski – Alfred „Alfie” Lewis
- Joanna Pach – Joy Mercer
- Krzysztof Szczepaniak – Eddie Miller
- Diana Zamojska – KT Rush
- Marta Dobecka – Willow Jenks

oraz:
- Piotr Kozłowski – Victor Rodenmaar
- Anna Apostolakis – Trudy Rehman
- Anna Sroka – Daphne Andrews
- Brygida Turowska – pani Mulligan
- Mirosław Konarowski – Eric Sweet
- Mirosława Krajewska –
  - Sarah Frobisher-Smythe,
  - Babcia Niny (seria I)
- Grzegorz Kwiecień – Jason Winkler
- Przemysław Bluszcz – Rufus Zeno
- Andrzej Blumenfeld – Taksówkarz (odc. 1)
- Mikołaj Klimek – Sierżant Roebuck (odc. 8-9, 11-12, 14, 59-60)
- Janusz Wituch – Wujek Ade (odc. 11, 33)
- Kinga Tabor – Ester Robinson
- Julia Kołakowska – Chelsea (odc. 33)
- Aleksander Mikołajczak – Frederick Mercer (odc. 37)
- Krzysztof Królak – Robbie (odc. 45-46)
- Paweł Szczesny – Ksiądz (odc. 46)
- Joanna Jędryka – Babcia Niny (odc. 63, 65-68, 93, 107, 110, 138-139, 150)
- Krzysztof Banaszyk – Gustav Ziestack (odc. 64, 70-71, 80-82, 84, 122-123)
- Agata Gawrońska-Bauman – Senkhara (odc. 64-71, 73, 76, 80-81, 84, 86, 88, 99, 102-103, 105, 107-110, 113, 116, 121, 131-134, 138-139, 144-146, 148-150)
- Karol Wróblewski – Jasper Choudhary (odc. 67-68, 71, 73, 75, 77-83, 85, 88-89, 95-96, 98, 100-102, 111, 114-121, 123-129, 131, 135, 140, 142-143)
- Izabella Bukowska-Chądzyńska – Vera Devenish (odc. 73-77, 79, 81-85, 87-89, 91-100, 102-109, 111-118, 121-130, 132, 134, 136-147, 149)
- Artur Kaczmarski – John Clark (odc. 86, 89-91, 134, 145, 148-150)
- Jan Kulczycki – pan Hendry (odc. 103, 106-107)
- Mateusz Narloch – Giles Winner-Freston (odc. 105, 109)
- Angelika Kurowska – Piper Williamson (odc. 115-123, 186)
- Przemysław Wyszyński –
  - Kelner (odc. 119),
  - Benji Reed (odc. 177-180)
- Monika Krzywkowska – Caroline Denby (odc. 151-190)
- Adam Bauman – pan Millington (odc. 158-159)
- Robert Jarociński – pracownik szpitala psychiatrycznego (odc. 162-164)
- Monika Pikuła – Harriet Denby (odc. 162-163, 172-174, 178-180, 183, 189-190)
- Tomasz Borkowski – Robert Frobisher-Smythe (odc. 171-176, 178-190)
- Maria Niklińska – Ammit (odc. 189-190)
- Rafał Fudalej – Dexter Lloyd (odc. 191)
- Julia Chatys – Sophia Danae (odc. 191)
- Miłogost Reczek – Hector Cornelian, kustosz (odc. 191)
- Marta Kurzak – Cassie Tate (odc. 191)
- Małgorzata Szymańska – Erin Blakewood (odc. 191)
- Tomasz Marzecki
- Adam Pluciński
- Maciej Kujawski

i inni
Wersja polska: na zlecenie Nickelodeon Polska – Master Film

Reżyseria:
- Artur Tyszkiewicz (odc. 1-60),
- Agata Gawrońska-Bauman (odc. 61-111, 117-191),
- Małgorzata Boratyńska (odc. 112-116)

Dialogi: Karolina Anna Kowalska

Dźwięk i montaż:
- Jacek Osławski (odc. 1-36, 42-191),
- Aneta Michalczyk-Falana (odc. 37-41)

Kierownictwo produkcji: Romuald Cieślak

Nadzór merytoryczny:
- Aleksandra Dobrowolska (odc. 1-150),
- Katarzyna Dryńska (odc. 1-191)

Fragment Romea i Julii Williama Szekspira w przekładzie: Józefa Paszkowskiego (odc. 5)
Lektor: Paweł Bukrewicz

## Lista wydanych w Polsce płyt DVD z serialem
Wydawnictwo „Media Service Zawada” wydawało odcinki serialu na DVD.
| Nazwa                                            | Data wydania | Odcinki                 |
| ------------------------------------------------ | ------------ | ----------------------- |
| Tajemnice domu Anubisa. Kolekcja filmowa Część 1 | 26.05.2012   | 1. 2. 3. 4. 5. 6. 7. 8. |
| Tajemnice domu Anubisa. Kolekcja filmowa Część 2 | 16.07.2012   | 9. 10. 11. 12. 13. 14.  |
| Tajemnice domu Anubisa. Kolekcja filmowa Część 3 | 31.08.2012   | 15. 16. 17. 18. 19. 20. |
| Tajemnice domu Anubisa. Kolekcja filmowa Część 4 | 22.10.2012   | 21. 22. 23. 24. 25. 26. |
| Tajemnice domu Anubisa. Kolekcja filmowa Część 5 | 16.01.2013   | 27. 28. 29. 30. 31. 32. |
| Tajemnice domu Anubisa. Kolekcja filmowa Część 6 | 18.03.2013   | 33. 34. 35. 36. 37. 38. |

Pomimo zapowiedzi siódmej płyty z kolejnymi odcinkami, która znajdowała się w szóstym numerze kolekcji, „Media Service Zawada” zrezygnowała z publikacji reszty epizodów.

## Sezony
| Sezon | Sezon | Odcinki | Pierwsza emisja | Ostatnia emisja  | Pierwsza emisja | Ostatnia emisja  |
| ----- | ----- | ------- | --------------- | ---------------- | --------------- | ---------------- |
|       | 1     | 60      | 1 stycznia 2011 | 19 lutego 2011   | 11 czerwca 2011 | 28 sierpnia 2011 |
|       | 2     | 90      | 9 stycznia 2012 | 9 marca 2012     | 29 maja 2012    | 2 listopada 2012 |
|       | 3     | 40      | 3 stycznia 2013 | 11 kwietnia 2013 | 6 maja 2013     | 28 czerwca 2013  |
|       | Film  | Film    | 17 czerwca 2013 | 17 czerwca 2013  | 28 czerwca 2013 | 28 czerwca 2013  |